# Unwrap and Blow Me!
Unwrap and Blow Me! är en EP av det amerikanska punkrockbandet Adolescents, släppt 2003. Endast 100 kopior av Unwrap and Blow Me! släpptes. Det var deras första släpp på sex år, då livealbumet Return to the Black Hole hade släppts 1997.

## Låtlista
1. "Hawks & Doves" (Tony Reflex, Rikk Agnew) - 2:03
2. "Where the Children Play" (Reflex, Steve Soto) - 2:32
3. "California Son" (Reflex, Soto) - 3:27
4. "O.C. Confidential" (Reflex, R. Agnew) - 3:33
5. "Pointless Teen Anthem" (Reflex, Soto) - 1:52
6. "Within These Walls" (Reflex, Frank Agnew) - 3:17

## Musiker
- Tony Reflex - sång
- Rikk Agnew - gitarr
- Frank Agnew - gitarr
- Steve Soto - bas
- Derek O'Brien - trummor